# Rymdkoloni

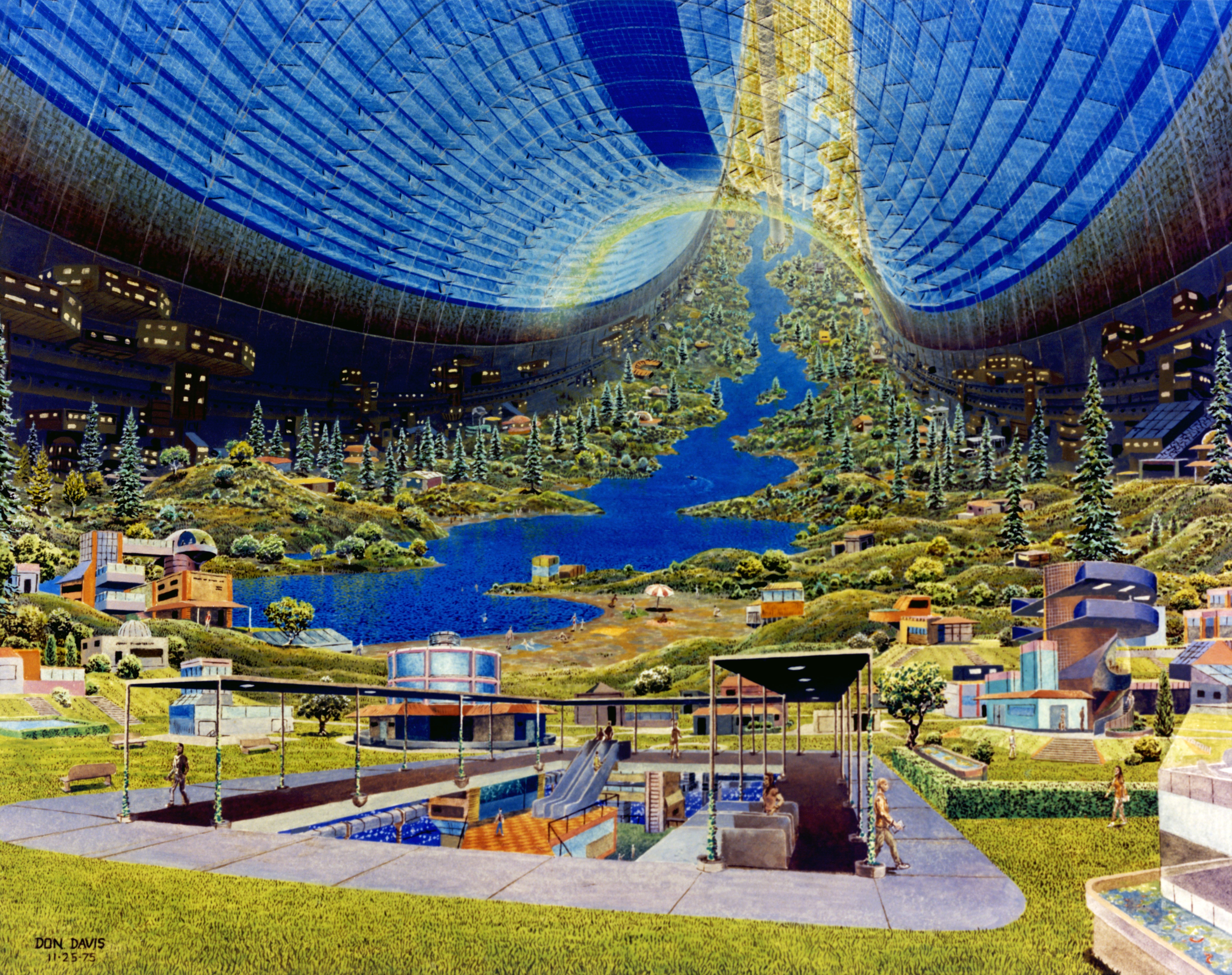
Interiören i en Stanford torus

En rymdkoloni är en rymdstation avsedd för permanent bosättning, där människor kan bo och arbeta med konstgjord gravitation. Än har människan inte byggt några sådana, men det har föreslagits, och fenomenet är vanligt i science fiction-berättelser.
Människans första rymdkolonier förväntas placeras i omloppsbana runt Jorden.

### Fotnoter
1. ↑  Nittin Arora och Ankur Bajoria. ”What is an Orbital Space Colony?” (på engelska). NSS. Arkiverad från originalet den 8 april 2014. https://web.archive.org/web/20140408221711/http://www.nss.org/settlement/nasa/what/what.html. Läst 7 april 2014.
2. ↑  Lars Brander (18 november 2014). ”Ett första steg i koloniseringen av rymden: städer i omloppsbana runt jorden”. Allt om vetenskap. http://www.alltomvetenskap.se/nyheter/stader-i-omloppsbana-runt-jorden. Läst 2 april 2016.